# Kanton Ploufragan
Der Kanton Ploufragan ist seit 1982 ein französischer Wahlkreis im Arrondissement Saint-Brieuc, im Département Côtes-d’Armor und in der Region Bretagne; sein Hauptort ist Ploufragan.

## Geschichte
Der Kanton entstand am 20. Januar 1982. Bei der Neuordnung der Kantone in Frankreich im Jahr 2015 kam es zu keinen Veränderungen.

## Lage
Der Kanton liegt im nördlichen Zentrum des Départements Côtes-d’Armor.

## Gemeinden
Der Kanton besteht aus fünf Gemeinden mit insgesamt 23.121 Einwohnern (Stand: 1. Januar 2022) auf einer Gesamtfläche von 97,16 km²:
| Gemeinde          | Bretonisch          | Einwohner (2022) | Fläche (km²) | Code postal | Code Insee |
| ----------------- | ------------------- | ---------------- | ------------ | ----------- | ---------- |
| La Méaugon        | Lanvealgon          | 1.326            | 6,78         | 22440       | 22144      |
| Plédran           | Pledran             | 6.909            | 34,71        | 22960       | 22176      |
| Ploufragan        | Ploufragan          | 11.347           | 27,06        | 22440       | 22215      |
| Saint-Donan       | Sant-Donan          | 1.467            | 22,92        | 22800       | 22287      |
| Saint-Julien      | Sant-Juluan-Pentevr | 2.072            | 5,69         | 22940       | 22307      |
| Kanton Ploufragan | Ploufragan          | 23.121           | 97,16        | -           | 2221       |

### Bevölkerungsentwicklung
| 1982   | 1990   | 1999   | 2006   | 2012   |
| ------ | ------ | ------ | ------ | ------ |
| 18.699 | 19.996 | 20.553 | 21.072 | 22.384 |

## Politik
Im 1. Wahlgang am 22. März 2015 erreichte keines der drei Wahlpaare die absolute Mehrheit. Bei der Stichwahl am 29. März 2015 gewann das Gespann Jean-Marc Dejoué (PCF)/Christine Orain (PS) gegen  Claude Blanchard/Anne-Laure Hinault-Le Bellégo (beide DVD) mit einem Stimmenanteil von 55,88 % (Wahlbeteiligung: 51,24 %).
| Vertreter im conseil général des Départements | Vertreter im conseil général des Départements | Vertreter im conseil général des Départements |
| Amtszeit                                      | Name                                          | Partei                                        |
| --------------------------------------------- | --------------------------------------------- | --------------------------------------------- |
| 1982–2008                                     | Jean Derian                                   | PCF                                           |
| 2008–2015                                     | Christine Orain                               | PS                                            |
| 2015–                                         | Jean-Marc Dejoué Christine Orain              | PCF PS                                        |